# Diogmites amethistinus
Diogmites amethistinus är en tvåvingeart som beskrevs av Carrera 1953. Diogmites amethistinus ingår i släktet Diogmites och familjen rovflugor.
Artens utbredningsområde är Colombia. Inga underarter finns listade i Catalogue of Life.